# 宝塚市立宝塚自然の家
宝塚市立宝塚自然の家（たからづかしりつたからづかしぜんのいえ）は、兵庫県宝塚市にある野外活動施設。敷地内の松尾湿原とともに阪神北県民局管内に整備された北摂里山博物館（地域まるごとミュージアム）にも指定されている施設である。宝塚市北部の西谷地区に位置する。

## 歴史
1967年の「宝塚市立青少年野外活動センター」を前身とする「宝塚市立少年自然の家」は、1973年に開所した。「青少年が自然に親しみ、自然の中で集団生活を通して自然観や情操を豊かにし、社会性を育てることを目的とする教育施設」として設置された。初年は約2万3千人が訪れた。小・中学生の子ども達が転地学習や自然学校等、年中を通し大自然の中でキャンプができる人気施設であった。
一方で、1978年に丹波少年自然の家（丹波市青垣町）ができたことや施設の老朽化が進行したことにより2003年度の利用者数は8千人台にとどまった。そこで、2004年（平成16年）5月2日から宿泊施設から日帰り施設へと運営形態を変更し、2008年（平成20年）4月より現在の名称へ改称した。同年度からは年間約4千万円をかけて運営を指定管理者の「ネイチャープランニング」に外部委託した。バーベキューや広場でのレクリエーションなどが人気となり、2014年度には開所当初の約2倍、約5万人が利用した。一方で、施設は、田植えや芋掘りなどの農業体験のほか、星空観察会などのイベントも企画したが、これら社会教育関連の利用者は2014年度で全体の2.5％にとどまっていた。市役所内で2年近く協議した末、「8年間で3億円もの指定管理料は教育のために支払われるべきだった」という結論となり、市は本来の目的であった自然環境を学ぶプログラムが提供できていないとして、施設内容の見直しを決定した。一方で、市議会からは「そこまで社会教育にこだわる必要があるのか」、「地元の人材と食材を活用し、民間の提案をいかすべきだ」といった反対意見も上がっている。その後、2016年に休所となった。
2018年4月から日曜祝日に限り、一部を一般に開放されている。アスレチックの再整備や木造管理棟の新築を経て、2022年4月より新たな指定管理者である「一般社団法人宝塚にしたに里山ラボ」の運営により再オープンした。2022年度の利用者数は1万251人であった。

### 沿革
- 1973年（昭和48年） - 開所
- 2004年（平成16年） - 日帰り型施設に変更
- 2008年（平成20年） - 「宝塚自然の家」に名称を変更
- 2016年（平成28年） - 休所
- 2018年（平成30年）4月 - 暫定開放
- 2022年（令和4年）4月 - 新たな指定管理者の運営により再オープン

## 施設

### 主要施設
自然観察コース
約14haの広大なフィールドと隣接する猪ノ倉谷、 まむし谷、尾の切谷などは生物多様性の高い森林や小川や草原に囲まれている。そのため、昆虫観察、植物観察、野鳥観察をはじめとする自然観察には最適の場所となっている。
天文台「ハレーロボ」
1985年に阪神間の他市に先駆けて青少年の天文学習のための天文台を設置し、直径43cmの反射鏡を備えた天体望遠鏡がある。愛称「ハレーロボ」は公募により選ばれた。
森のキッチン（旧バーベキュー場）
燃料革命の時代以前に里山で燃料としての薪や柴を使っていた当時の生活の実体験をする場としての施設となっている。2023年時点では、2合600円で西谷の米を使用した飯ごう体験ができる。
アスレチック（旧冒険の森）
自然豊かな森林内に設置されているつり橋、丸太渡り、でこぼこタイヤ、 円盤つな渡りなどを通過しながら自然に親しみ、体力づくり、冒険心を培うなど個人にもグループにも合った楽しみ方ができるコースとなっている。
歴史民俗資料館 旧東家住宅
宝塚市立歴史民俗資料館 旧東家住宅は、1974年2月に寄贈されたものを1976年に現在の場所に移築・復元し、開館した。1978年には兵庫県指定有形民俗文化財に指定された。現在は、資料館として活用されている。また、2022年には、移築後から約40年ぶりに茅葺屋根の葺き替えが行われた。

### その他
- 事務所
- 味処ふれあい亭（閉業）
- 体験学習室
- 屋内活動場
- 多目的広場
- アカシア広場
- ギフチョウゲージ
- 炭焼き窯
- カブトムシ小屋

## 松尾湿原
松尾湿原は、「宝塚自然の家」内にある面積約260m2の湧水湿原であり、宝塚市の天然記念物に指定されている。宝塚自然の家の開設された1970年頃は宝塚市北部の大原野一帯には大小の特色ある湿原が多数点在していた。その頃からマツ枯れ現象の蔓延と相まって里山が照葉樹林化し、圃場整備が進められ湿原は減少していった。一方で、松尾湿原は宝塚市立野外活動施設の敷地内であったために消失を免れた。
丸山湿原群と比べると松尾湿原は小規模であるが、同様に湧水湿原である。宝塚市が用地買収をした1967年（昭和42年）当時はモウセンゴケが群生し、ハッチョウトンボが多数飛翔していた。その後1978年に宝塚市から天然記念物に指定されたが、その頃にはハッチョウトンボ、カスミサンショウウオなどは確認されていない。1998年、施設開設後30年の間に遷移が進み指定当時の特色が消失しつつある状況を理由に一時は天然記念物指定の解除も検討された。しかし、専門研究者から指摘を受け、「解除はいつでもできることだ。学術的に価値の高い文化財としての復元を試みることが最優先されるべきだ。」という結論に至り、兵庫県立大学服部保教授（現・名誉教授）の指導助言を受けながら宝塚市自然保護協会らのボランティア団体によって保全活動が始まった。
1998年頃から管理放棄が遷移の進行に関係していることが分かった。2004年から宝塚エコネット（TEN）も加わり、現在では主役として活動し、湧水湿原保全の実践家集団に成長している。このような生態系保全活動は一般市民の参加も呼びかけて行われ、松尾湿原ではハッチョウトンボのみならず絶滅が危惧されるサギソウ、カキラン、ムラサキミミカキグサ、カスミサンショウウオなどの湿原植物・動物の生育も確認されている。

## アクセス
- JR武田尾駅下車、阪急バス10・11系統「波豆」行きで「宝塚自然の家前」下車徒歩5分[2]。
- JR武田尾駅下車、阪急バス2・3系統「上佐曽利」行きで「西谷小学校前」下車徒歩20分[2]。
- 国道176号歌劇場前交差点から北に18km、十万道路経由、車で約45分。
- 阪急山本駅交差点から山手台、長尾山トンネル道路経由14km、車で約30分。
- 車で宝塚北SAから北へ約15分。 宝塚駅近くより北へ約30分。 梅田・三宮から約1時間[2]。